# Бачка-Паланка (община)
Бачка-Паланка (серб. Бачка Паланка) — община в Сербии, входит в Южно-Бачский округ.
Население общины составляет 58 110 человек (2007 год), плотность населения составляет около 100 чел./км². Занимаемая площадь — 579 км², из них 80,7 % используется в промышленных целях.
Административный центр общины — город Бачка-Паланка. Община Бачка Паланка состоит из 14 населённых пунктов, средняя площадь населённого пункта — 41,4 км².

## Статистика населения общины
| Год  | Население, чел. |
| ---- | --------------- |
| 1991 | 59 973          |
| 2001 | 60 976          |
| 2002 | 60 821          |
| 2003 | 60 358          |
| 2004 | 59 851          |
| 2005 | 59 314          |
| 2006 | 58 738          |
| 2007 | 58 110          |

Этническая структура общины согласно переписи 2002 года:
- Сербы — 47916 (78,59 %)
- Словаки — 5837 (9,57 %)
- Венгры — 1490 (2,44 %)
- Югославы — 1041 (1,7 %)
- Хорваты — 982 (1,61 %)
- Цыгане — 841 (1,37 %)
- остальные (Русины, Боснийцы и др.)

## Населённые пункты
После населённого пункта указано количество проживающих человек согласно переписи 2002 года.
| - Бачка-Паланка 29 449 - Челарево 5423 - Пивнице 3835 - Младеново 3358 | - Обровац 3177 - Товаришево 3102 - Гайдобра 2948 - Силбаш 2848 | - Деспотово 2096 - Нова-Гайдобра 1409 - Караджорджево 1012 - Параге 1039 | - Нештин 900 - Визич 349 |

## Социально значимые объекты
В общине 16 основных и 5 средних школ.